# Opération Épervier (Camarões)
Opération Épervier é um programa de governo para o combate à corrupção em Camarões.
Trata-se de uma grande operação judicial lançada pelo governo do primeiro-ministro Ephraïm Inoni em 2006, sob pressão de doadores internacionais.  Este último acabaria preso em 2012 como parte desta mesma operação. 
Ex-ministros e executivos de empresas públicas foram presos e condenados.  Por exemplo, em março de 2008, o ex-Ministro da Economia e Finanças, Polycarpe Abah Abah, e o ex-Ministro da Saúde Urbana, Olanguena Awono, foram presos por peculato. Gervais Mendo Zé, ex-chefe da emissora pública de radiodifusão, está preso em Kondengui. O ex-ministro Alphonse Siyam Siwe foi condenado a 30 anos de prisão por peculato no Porto de Duala em dezembro de 2007. Roger Ntongo Onguéné, ex-chefe dos Aeroportos de Camarões, foi condenado a 30 anos de prisão. O empresário Yves Michel Fotso foi preso em 2010 e recebeu várias condenações, incluindo prisão perpétua. 
O presidente Paul Biya foi acusado de usar essa operação anticorrupção em parte para marginalizar figuras proeminentes, muitas vezes ex-protegidos do próprio presidente, para fins políticos. 